# Joe Bennett
Pour les articles homonymes, voir Bennett.
Cet article possède un paronyme, voir Joseph Bennett.
Joseph "Joe" Bennett, né le 28 mars 1990 à Rochdale, est un footballeur anglais qui évolue au poste de défenseur.

## Carrière
Fin août 2012, il signe pour quatre saisons en faveur d'Aston Villa.
Le 19 janvier 2016, il est prêté à Sheffield Wednesday.
Le 27 août 2016, Bennett s'engage pour trois saisons avec Cardiff City.
Le 31 août 2021, il rejoint Wigan Athletic.

## Statistiques
| Saison      | Club          | Pays           | Championnat | Coupes nationales |
| ----------- | ------------- | -------------- | ----------- | ----------------- |
| 2008 - 2009 | Middlesbrough | Premier League | 1 match     | -                 |
| 2009 - 2010 | Middlesbrough | Championship   | 12 matchs   | 1 match           |
| 2010 - 2011 | Middlesbrough | Championship   | 31 matchs   | 2 matchs          |
| 2011 - 2012 | Middlesbrough | Championship   | 5 matchs    | 2 matchs          |

Dernière mise à jour : 5 septembre 2011

## Palmarès

### En club
- Cardiff City
  - Vice-champion d'Angleterre de D2 en 2018.
- Wigan Athletic
  - Champion d'Angleterre de D3 en 2022